# Das einzige Spiel in der Stadt
Das einzige Spiel in der Stadt ist ein amerikanischer Spielfilm (Liebesfilm) des Regisseurs George Stevens aus dem Jahre 1970. Der Film ist eine Adaption des 1968 uraufgeführten Bühnenstücks The Only Game in Town von Frank D. Gilroy und wurde von 20th Century Fox produziert.

## Handlung
Ort der Handlung ist die Glücksspiel- und Amüsierstadt Las Vegas, die Zeit die Gegenwart. Die Tänzerin Fran ist eine Frau mit tiefsitzender Angst, sich an einen Menschen zu binden, der sie verlassen könnte. Vorläufige Balance hat sie in der Affäre mit dem Geschäftsmann Lockwood gefunden, der nicht von ihr lassen kann, aber auch nicht bereit ist, sich für sie scheiden zu lassen. Dieses Arrangement gerät in Gefahr, als Fran dem Barpianisten Joe Grady begegnet, einem zwanghaften Spieler, dessen naive Emotionalität und Zuneigung sie jedoch anzieht. Sie geht mit ihm ins Bett und lässt ihn schließlich sogar in ihre Wohnung einziehen, einigt sich mit ihm jedoch darauf, dass außer Sex nichts zwischen ihnen sein soll. Wie viel Joe ihr bedeutet, wird ihr erst klar, als Lockwood auftaucht und überraschend mitteilt, dass er sich von seiner Frau hat scheiden lassen. Fran lässt ihn für immer gehen. Zu einem Happy End kommt es aber erst, als Joe beim Craps-Spiel ein Vermögen gewinnt und beschließt, das Glücksspiel aufzugeben.

## Produktion und Rezeption
Der Film basiert auf dem Bühnenstück The Only Game in Town von Frank Gilroy, das seine Uraufführung am 17. Mai 1968 hatte und anschließend zwei Wochen lang am Broadway lief. Die Hauptrollen in dieser wenig erfolgreichen Bühnenfassung spielten Tammy Grimes und Barry Nelson.
20th Century Fox hatte die Filmrechte an dem Stoff – für 500.000 Dollar – bereits erworben, bevor das Stück überhaupt am Broadway eröffnet wurde. Das einzige Spiel in der Stadt ist die letzte Regiearbeit des 64-jährigen George Stevens, der lange zuvor zwei von Elizabeth Taylors besten Filmen – Ein Platz an der Sonne (1951) und Giganten (1956) – inszeniert hatte. Da ihr Ehemann Richard Burton zu diesem Zeitpunkt in Paris an den Dreharbeiten zu dem Film Unter der Treppe mitwirkte, bestand Taylor darauf, dass auch Das einzige Spiel in der Stadt in Paris gedreht wurde. Ihre Gage betrug 1,4 Mio. Dollar. Für die Rolle des Joe war ursprünglich Frank Sinatra vorgesehen; als die Dreharbeiten sich verzögerten, weil Taylor krank wurde, musste er aber durch Warren Beatty ersetzt werden. Aufgrund dieser Verzögerung und weil die Las-Vegas-Dekorationen in Paris aufwendig nachgebaut werden mussten, beliefen sich die Produktionskosten am Ende auf 11 Mio. Dollar.
Die Dreharbeiten für den in 35 mm und Farbe produzierten Film begannen am 30. September 1968. Nach 86 Arbeitstagen in Paris musste die Drehcrew für weitere 10 Arbeitstage nach Las Vegas fliegen, um dort weitere Aufnahmen am Originalschauplatz – u. a. im Kasino Caesar’s Palace – zu machen. Die Arbeiten endeten am 3. März 1969.
Das einzige Spiel in der Stadt wurde in den USA am 21. Januar 1970 uraufgeführt und spielte in den USA 1,5 Mio. Dollar ein, erwies sich für 20th Century Fox also als großes Verlustgeschäft. In der Bundesrepublik Deutschland kam der Film am 5. März 1970 in die Kinos.
Autor Frank Gilroy erhielt während der Dreharbeiten Anregungen für seinen später verwirklichten Film Once in Paris… (1978), in dessen Mittelpunkt der Chauffeur steht, der Gilroy während der Pariser Dreharbeiten gefahren hatte.
Curtis Hanson inszenierte später eine freie Neuverfilmung unter dem Titel Das einzige Spiel in der Stadt: Glück im Spiel (2007).

## Kritiken
Der Evangelische Film-Beobachter zieht folgendes Fazit: „Hier wurde eine billige Kintoppstory durch differenzierte Darstellungskunst zum teilweise beachtenswerten Psychostück sublimiert. Sogenannte gehobene Unterhaltung.“ Das Lexikon des internationalen Films gelangt zu einer ähnlichen Einschätzung: „Hollywood-Komödie, die ihrem banalen Stoff Witz und Charme abgewinnt.“